# Sérgio Marques (Politiker)

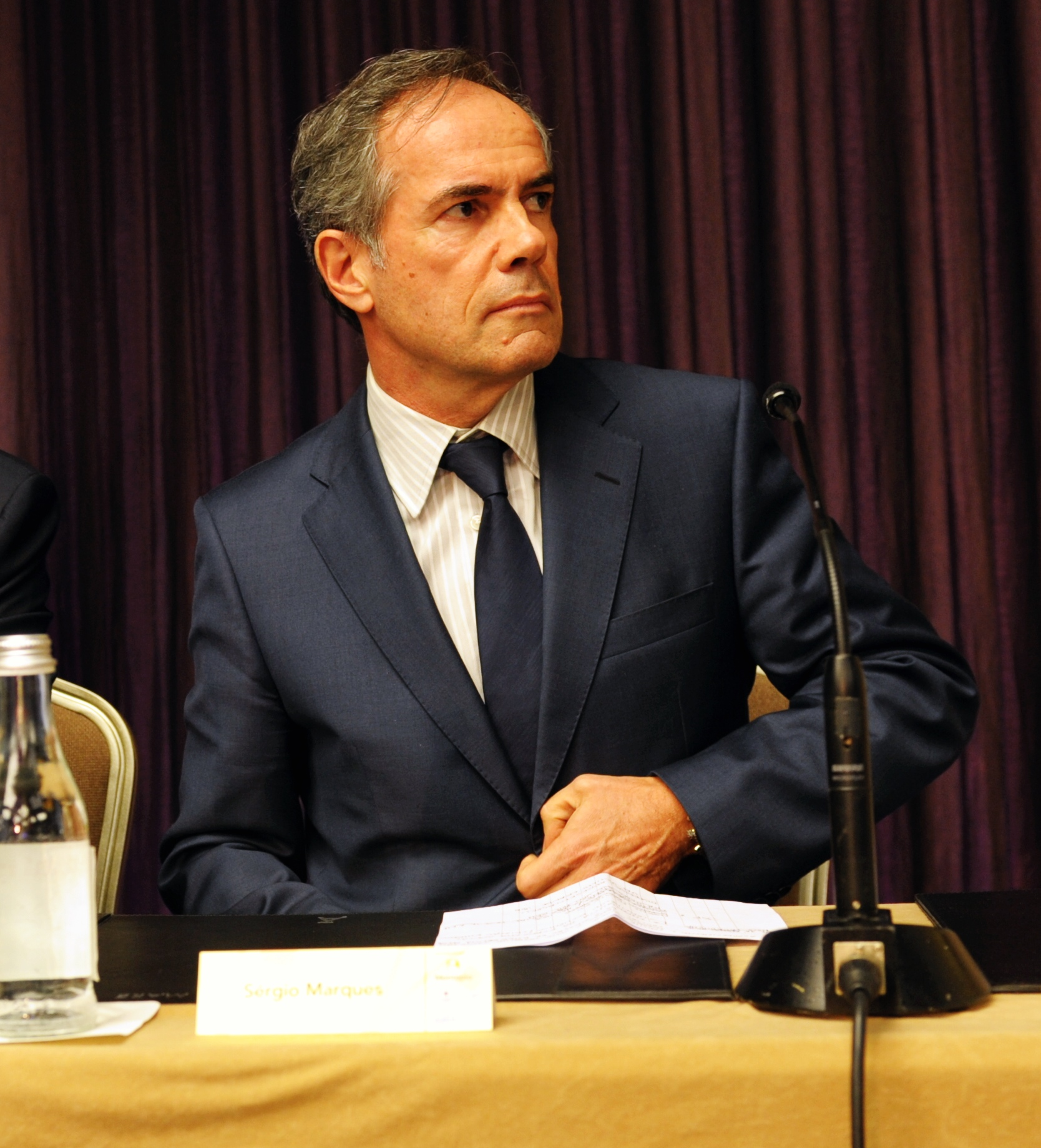
Sérgio Marques im Jahr 2014

Sérgio Marques (* 25. Februar 1957 in Funchal, Madeira, voller Name Mário Sérgio Quaresma Gonçalves Marques) ist ein portugiesischer Rechtsanwalt und Politiker des Partido Social Democrata (PSD).

## Leben
Sérgio Marques studierte Jura und erwarb 1980 ein Lizenziat an der Universität Lissabon. 1981 und 1982 arbeitete er als Rechtsberater für die Regionalregierung von Madeira, er spezialisierte sich unter anderem auf die Themenbereiche Stadtplanung und Enteignung für öffentliche Zwecke. Anschließend war er als Rechtsanwalt tätig, unter anderem zwischen Oktober 1990 und Juli 1999 für die im Schiffstransport tätige Sousa-Gruppe.
Er ist verheiratet und hat zwei erwachsene Kinder.

## Politik
Marques war von 1984 bis 1999 Abgeordneter im regionalen Parlament der Autonomen Region Madeira und gehörte anschließend bis 2009 für zwei Wahlperioden als Abgeordneter dem Europäischen Parlament an.
Er war stellvertretender Vorsitzender der Kommission für die Beziehungen zu Südafrika.
Von April 2015 bis Oktober 2017 gehörte Marques als Sekretär für parlamentarische Angelegenheiten und Europa dem 12. Kabinett der Regionalregierung von Madeira unter Miguel Albuquerque an.